# Hylaeus leucolippa
Hylaeus leucolippa är en biart som först beskrevs av Heinrich Friese 1913.  Hylaeus leucolippa ingår i släktet citronbin, och familjen korttungebin. Inga underarter finns listade i Catalogue of Life.